# 金多萊
金多萊（： Gim Da Rae，1991年10月18日—），RANIA時期藝名為Di（： Di），加入Ela8te後改為多萊（： Da Rae），韓國女藝人，曾為DR Music旗下女子組合RANIA、ENTERHAMA娛樂旗下女子組合Ela8te成員，在兩隊均擔任主Rapper、領舞、副唱。在2014年12月至2016年5月期間，多萊曾兼任隊長一職。

## 簡歷

### RANIA時期（2011年至2016年）
多萊原本是RANIA原成員，在2011年4月發行首張單曲《Teddy Riley, The First Expansion In Asia》正式出道，當時藝名為Di。
2011年11月17日跟隨RANIA發行第二張單曲《Time to Rock Da Show》。
2012年9月20日跟隨RANIA發行第三張單曲《STYLE》。
2013年3月8日跟隨RANIA發行首張迷你專輯《Goodbye's The New Hello》。
2013年7月5日跟隨RANIA發行出道2週年紀念單曲《UP》
2015年11月跟隨RANIA發行迷你專輯《Demonstrate》回歸，這次活動是太恩、多萊、真詠在退出RANIA前發行的最後一張專輯。
2016年5月27日，多萊因約滿確定退出RANIA及離開DR Music，並轉投ENTERHAMA娛樂，表示將以本名多萊在Ela8te重新出道。

### Ela8te時期（2016年至今）
2016年8月，Ela8te並未推出真人秀節目，直至9月，宣布10月正式推出，可惜還是泡湯。

## 外部連結
- 多萊的X（前Twitter）
- 多萊的Instagram帳戶